# Michel Sublet
Pour les articles homonymes, voir Sublet (homonymie).
 (mai 2012).
Si vous disposez d'ouvrages ou d'articles de référence ou si vous connaissez des sites web de qualité traitant du thème abordé ici, merci de compléter l'article en donnant les références utiles à sa vérifiabilité et en les liant à la section « Notes et références ».
Michel III Sublet, marquis d'Heudicourt (né vers 1640 et mort le 14 octobre 1720 à Heudicourt), est sous Louis XIV Grand Louvetier de France. Il est aussi l'époux de Bonne de Pons, qui fut un temps maîtresse royale.

## Biographie
Le marquis reste dans les bonnes grâces de son souverain toute sa vie. Sa charge lui permet de vivre près du monarque. Il occupe les appartements 100 et 100A au château de Versailles.
Son mariage avec Bonne de Pons est arrangé par César d'Albret, oncle de la jeune femme. Celle-ci, très belle et spirituelle, devient en 1661 une maîtresse du Roi. La favorite d'alors, Louise de La Vallière, craint son pouvoir auprès de leur amant commun, puisque Bonne est aussi la confidente du monarque. Pour l'éloigner, d'Albret fait venir sa nièce près de lui en se prétendant malade. Lorsque Bonne veut retourner près du Roi, elle  est accueillie par Madame de Montespan, sa cousine, la nouvelle maîtresse de Louis XIV. Le mariage avec Michel Sublet lui est alors proposé. 
En juin 1665, le roi confie la charge de Grand Louvetier de France à Michel Sublet, après la démission du marquis de Saint-Hérem.  
La marquise est mise en disgrâce, Michel Sublet demeure à la cour pour assurer ses fonctions. Lorsque, enfin, le Roi accorde le retour en faveur, elle semble laide et boiteuse et ne l'attire plus physiquement.[réf. nécessaire]

## Famille
Le marquis et sa femme ont quatre enfants :
- Michel Sublet (1671-1693), marquis d'Heudicourt, tué alors qu'il est lieutenant au régiment du Roi à Nerwinde en 1693 ;
- Pons Auguste Sublet (1676-11 mars 1742), marquis d'Heudicourt à la mort de son frère aîné, Grand Louvetier de France, lieutenant-général des armées du Roi le 20 février 1734 ; épouse en 1715 Louise Julie de Hautefort de Surville ;
- Armand-Gaston Sublet (1677-1710), abbé de la Roë puis évêque d'Evreux, mort avant son entrée en fonction ;
- Louise Sublet (1668-1707), dame du palais de la Dauphine, épouse de Jean-François Cordebœuf de Beauverger, marquis de Montgon, lieutenant-général.

## Propriété
Le château d'Heudicourt appartenait à la famille Sublet.